# 奈良県立磯城野高等学校
奈良県立磯城野高等学校（ならけんりつ しきの こうとうがっこう、英: Nara Prefectural Shikino Senior High School）は、奈良県磯城郡田原本町に所在する県立専門高等学校。

## 概要
農業系と家庭系の学科を併設している。
2024年（令和6年）度より、空手道部が、奈良県教育委員会より、部活動等に力を入れている学校を重点的に支援する「スポーツ・文化活動推進校」の指定を受け、それぞれの部活動に詳しい専門性の高い教員が顧問等として継続的に配置されている。

### スクール・ミッション
衣食住について専門的に学び「生きる力」を培い、農業系・家庭系の未来のスペシャリストを育成する。

### 教育方針

#### アドミッション・ポリシー
磯城野高校は「実践型教育」により農業系・家庭系のスペシャリストを育てる学校である。
本校では、以下のような生徒を積極的に受け入れる。
1. 笑顔の絶えない生き生きとした生徒＝「和顔」
2. がまん強く最後までやり遂げる生徒＝「堅忍」
3. 新しいものに積極的に取り組む生徒＝「創造」[1]

#### カリキュラム・ポリシー
【全科共通】

1. 各専門分野における資格取得に加え、就職や進学など多様な進路希望に対応できるよう、柔軟な教育課程の編成を行う。
2. 第3学年に「課題研究」を設定し、問題解決の能力や自発的、創造的な学習態度を身につけさせる。
3. 専門科目では、少人数指導並びにチームティーチングを導入し、きめ細かい個別指導を行う。
4. 学校外のスペシャリスト（大学講師など）の授業を導入し、より実践的な知識・技能を修得させる。

【農業系学科】

1. 学科の特色を生かし、専門性に沿った進路に対応するためにコース制をとり、学校設定科目の導入や、学科間連携による選択科目を設定する。
2. 各専門分野における資格取得・検定合格につながる知識・技能を修得させる。
3. 学校農業クラブ関係の各種発表会・競技会参加に対応するために、実習とプロジェクト学習とを有機的に結びつける工夫を行う。
4. 模擬株式会社の運営を通して、生徒が自ら企画し、実践する応用的・発展的な力を養成する。
5. 3年時に、科目「総合選択」を設定し、学科の枠を越えた学習を行う。

【家庭系学科】

1. 科の特色を生かし、幅広い専門性を身に付けるため、特色に応じた学校設定科目を導入する。
2. フードデザイン科は厚生労働省の認可施設（認可基準を満たす施設）になっており、調理師免許取得・製菓衛生師受験資格取得につながる知識・技能を修得させる。
3. ライフデザイン科（ファッションクリエイト科）はデザインと縫製を中心に学習し、ファッションを表現する知識と技術を養成する。
4. ヒューマンライフ科は学校での学習だけでなく、高齢者施設や幼稚園での実習を行い、実践力を養成する[1]。

#### グラデュエーション・ポリシー
本校では、卒業までに、以下の資質・能力の育成を目指す。
1. 専門的知識・技術を獲得し、スペシャリストに求められる創造的な能力と実践的な態度
2. 自らの将来を切り開いていく態度及び社会で自立できるための力
3. 生徒が活躍できるプロジェクトを設定し、成就感や達成感を体得することによる、自己肯定感の醸成
4. 生徒会活動・部活動並びに地域との交流の積極的な推進による、コミュニケーション能力の向上[1]

#### 校訓
校訓は、「和顔（わげん）」「堅忍（けんにん）」「創造（そうぞう）」である。
和顔 - 常に微笑みをたたえ穏やかな顔が、人に喜びを与えお互いの人間関係を良い方向に導くこと。
学校生活を明るく、楽しく送り、社会の有為な人材として巣立ってい くことを期す。
堅忍 - 我慢強くこらえること。
実習には精神的持久力、身体的持久性が求められる。
我慢強く最後ま でやり遂げる「堅忍力」を身に付けた生徒を育成し、人として立派に 成長していくことを期す。
創造 - 新しいものをはじめて創り出すこと。
ものづくりを通して、こころづくり、人づくりをめざしたい。
併せて、 ものづくりの意義、楽しさを体感できる日々の学習づくりを期す。

## 沿革
- 2005年（平成17年）4月 - 奈良県立北和女子高等学校と奈良県立田原本農業高等学校が統合されて開校。

## 基礎データ

### 所在地
- 奈良県磯城郡田原本町258

### 通学区域
- 奈良県内全域

### アクセス
- 近鉄橿原線「田原本駅」より西北へ約300m（徒歩約4分）
- 近鉄田原本線「西田原本駅」より西北へ約400m（徒歩約5分）

### 象徴

#### 校章
中央に磯城野高等学校の「Ｓ」、時代を担うスペシャリストの「Ｓ」を配したデザインには、これまでの北和女子高等学校と田原本農業高等学校の良き伝統を受け継ぎ、未来に大きく花開くようにとの願いが込められている。2005年磯城野高等学校の開校にあたり、両校の生徒作品から優秀なものを選び、合作・補作したものである。。

#### 校歌
作詞は前田知子、作曲は加藤義明による。歌詞は2番まであり、両番に「磯城野の学舎」が登場する。

## 設置する課程、学科及び定員
- 全日制課程

農業に関する学科(コース)
- - 農業科学科 - 111名（募集人員37名）
    - 食料生産コース - 54名（募集人員18名：特色選抜）
    - 動物活用コース - 57名（募集人員19名：特色選抜）

  - 施設園芸科 - 111名（募集人員37名）
    - 施設野菜コース - 57名（募集人員19名：特色選抜）
    - 施設草花コース - 54名（募集人員18名：特色選抜）

  - バイオ技術科 - 111名（募集人員37名）
    - 生物未来コース - 54名（募集人員18名：特色選抜）
    - 食品科学コース - 57名（募集人員19名：特色選抜）

  - 環境デザイン科 - 111名（募集人員37名）
    - 造園緑化コース - 57名（募集人員19名：特色選抜）
    - 緑化デザインコース - 54名（募集人員18名：特色選抜）

家庭に関する学科(コース)
- - フードデザイン科 - 120名（募集人員40名）
    - シェフコース - 60名（募集人員20名：特色選抜）調理師の取得が可能
    - パティシエコース - 60名（募集人員20名：特色選抜）製菓衛生師受験資格の取得が可能

  - ライフデザイン科 - 40名（2023年度より生徒募集停止）
  - ファッションクリエイト科 - 80名（募集人員40名：特色選抜；2023年度より生徒募集開始）
  - ヒューマンライフ科 - 120名（募集人員40名：特色選抜）

## 高校関係者と組織

### 高校関係者組織
- 奈良県立磯城野高等学校同窓会 - 卒業生による同窓会組織。
- 奈良県立磯城野高等学校育友会 - 生徒保護者による保護者会組織で、会員は入会金及び年会費を納入する。
- 奈良県高等学校PTA協議会 - 奈良県立教育研究所内に事務局を置くPTA協議会。奈良県立磯城野高等学校育友会の会員をもって会員とし、会員は単位PTA分担金として会費を納入する。

### 高校関係者一覧

#### 著名な出身者
- 藤枝昭英（陸上選手、元奈良県議会議長）
- 今村正博（元プロ野球選手）